# Beatrice Macola
Beatrice Macola (* 2. Dezember 1965 in Verona; † 14. Dezember 2001 in Rom) war eine italienische Schauspielerin.
Macola spielte ihre bekannteste Rolle in Steven Spielbergs Schindlers Liste, in dem sie Oskar Schindlers Geliebte Ingrid verkörperte. Sie war seit 1986 als Schauspielerin aktiv. Macola starb mit 36 Jahren an einer Hirnblutung.

## Filme (Auswahl)
- 1990: Dr. M
- 1991: Das tätowierte Herz
- 1992: Allein gegen die Mafia (La Piovra)
- 1993: Schindlers Liste (Schindler’s List)
- 1998: Mein treuer Freund Buck (Buck e il braccialetto magico)